# Frank Diamand
Frank Bernhard Diamand (Amsterdam, 12 augustus 1939 - 31 juli 2025) was een Nederlands dichter en filmmaker.

## Familie
Frank Diamand was een zoon van Werner Diamand (1906-1982) en Marianne Asscher (1918-1986). Werner Diamand studeerde rechten en werd in 1933 rechter. Een jaar later vluchtte hij naar Nederland, waar hij zijn latere vrouw ontmoette. De zangeres Marianne Asscher was een dochter van de diamantair Abraham Asscher, een van de twee voorzitters van de Joodsche Raad voor Amsterdam. Ze trouwden in 1937.
Frank Diamand was twee keer getrouwd. Zijn laatste levenspartner was Evelien Gans. Hij overleed eind juli 2025 en werd begraven op Zorgvlied.

### Oorlogsjaren
Diamand en zijn ouders werden in september 1944 in de laatste trein vanuit Westerbork naar Bergen-Belsen getransporteerd. Op 13 april  1945 werd hij door Amerikanen bevrijd uit een van de treinen met zogenaamde 'ruil-Joden' (Joden die mogelijk tegen Duitse krijgsgevangenen geruild zouden kunnen worden), die van Bergen-Belsen naar Theresienstadt reed.

## Opleiding en werk
Na het Barlaeusgymnasium (1951-1958) studeerde Diamand van 1958 tot 1963 wiskunde en psychologie aan de Universiteit van Amsterdam, waarna hij ging werken als journalist voor Nederlandse en buitenlandse kranten en tijdschriften (Nieuw Israëlietisch Weekblad, Het Parool, Vrij Nederland, Time, Life, Daily en Sunday Mirror).
In 1967 en 1968 volgde hij bij de NOS een tv-regieopleiding. Tussen 1968 en 1987 was hij regisseur en producer van documentaires voor de VARA en van 1981 tot 1987 daarbij eindredacteur van het VARA-programma De onderste steen. Na 1987 werd Diamand freelance regisseur en producer voor de Humanistische Omroep, de IKON, RVU en de Joodse Omroep.

### Poëzie
Diamand debuteerde als dichter in 1966 met het gedicht 'Cybernetica' in De Gids. Twintig jaar later verscheen bij Van Gennep zijn debuutbundel.

### Vertalingen en interviews
In 1968 vertaalde Diamand Die Verwirrungen des Zöglings Törless, de eerste roman van Robert Musil. Hij interviewde dichters en schrijvers als Hans Magnus Enzensberger, Elias Canetti, Nadeshda Mandelstam en Max Brod.

### Documentaires
Diamand maakte een vijftigtal documentaires over politiek en kunst. Veel van zijn werk werd bekroond, op festivals in Parijs, Nyons, Figuiera Da Foz, San Francisco, Mannheim en Leipzig.
Zijn meest recente film Als de herinnering komt, een film over Saul Friedländer, ging september 2012 in première tijdens het Nederlands Film Festival in Utrecht en werd vertoond op het Jerusalem Film Festival 2013, in de Wiener Library in London, bij het Mémorial de la Shoah in Parijs en op de University of Wolverhampton, waar Diamand in januari 2013 de Holocaust Memorial Lecture hield.

## Filmografie
- NIEMAND WIL VREDE, totnogtoe (1970-1971). Een serie van drie documentaires over oorlog en vrede, met daarin o.m. het gehoorzaamheids-experiment van Milgram en een analyse van de economische haalbaarheid van de vrede.
- Welkom in zonnig Saigon (1972). Een documentaire over Vietnam, waarin statements van Vietnam-veteranen over oorlogsmisdrijven, die zij zelf gepleegd hadden, respectievelijk hadden zien plegen, werden gecombineerd met gedichten van Vietnam-veteranen en beelden van de oorlog. Uitgezonden 7 november 1972, de dag dat de Amerikanen President Nixon herkozen (25 minuten).
- De eeuwen omringen mij met vuur (1976). Een film over de grote Russische dichter Osip Mandelstam, die in 1938 in een concentratiekamp van Stalin omkwam. De film bevat het enige film-interview met zijn weduwe Nadheshda. Het werd in 1973 in Moskou gedraaid op Super-8. De film is recent gerestaureerd in opdracht van Beeld en Geluid ten behoeve van een documentaire dvd-box van NRC-Het Algemeen Handelsblad (45 minuten).
- Nicaragua, September 1978. Over de opstand van het Nicaraguaanse volk tegen de oudste en mogelijk corruptste dictatuur van Latijns Amerika (41 minuten).
– 1ste prijs ('Gouden Duif') Leipzig Festival 1978; Grand Prix Festival Cinema du Réel, Parijs 1979; 2de prijs Festival Figueira da Foz (Portugal) 1979.
- Portret van Nelson Mandela (1978). Ter gelegenheid van Mandela's 60ste verjaardag, toen hij op Robbeneiland zat, veroordeeld tot levenslang (20 minuten).
- El Salvador, Revolutie of Dood (1980). Met Jan van der Putten. Over de repressie in El Salvador. Gedraaid in de tijd dat Monseignor Romero werd vermoord en het FMLN zijn politiek programma had geformuleerd (42 minuten).
 – Bekroond op de filmfestivals van Leipzig, Mannheim en Nyon.
- Zimbabwe, vrijheid is meer dan bevrijding (1981). Een film over het eerste jaar van Zimbabwe's onafhankelijkheid en de problemen van de regering Mugabe om tot een wat meer egalitaire samenleving te komen zonder dat de blanken en masse het land zouden verlaten (53 minuten).
- Honger naar macht. Nieuw Rechts in de Verenigde Staten (1982). Met Saul Landau. Een film over de radicale rechtse coalitie, die Reagan de verkiezingen hielp winnen en zijn politiek later als te gematigd en te links beschouwde (56 minuten).
- Eduardo Uruguayo (1983). Met Derk Sauer en Jan Blom. De reconstructie van het leven van een gewone Uruguayaanse familie, een man, een vrouw en een kind, gedurende de dictatuur in dat land. De locaties, waar het leven van Eduardo en zijn vrouw Adriana zich had afgespeeld, in Uruguay en Argentinië, werden tijdens de dictatuur clandestien gedraaid, op super-8 (45 minuten).
– Bekroond in Nyon.
- En daarom is de Staat verantwoordelijk (1984). Met Jan van der Putten. Een film over Marianella García Villas, de presidente van de Commissie voor de Mensenrechten van El Salvador, die in 1983 door het Salvadoraanse leger werd vermoord, toen zij in het geheim - uit haar ballingschap in Mexico - naar El Salvador was teruggekeerd om een onderzoek in te stellen naar het gebruik van chemische wapens en het bombarderen van de burgerbevolking door dat leger (56 minuten).
– Grote Prijs van de Zwitserse Televisie op het Film Festival van Nyon, 1984; Prijs van de Intern. Federatie van Democratische Vrouwen, Leipzig, 1984; 2de prijs Golden Gate Awards Competition San Francisco, 1985
- Time Seeking Circles (1987/1988). Met Melle van Essen. Een documentaire naar aanleiding van een project van kunstenares Barbara van Loon - een gigantische tijdmachine bestaande uit 5 reuzenraden, die in September 1987 was neergezet op het Museumplein in Amsterdam, voor een eenmalige voorstelling van een door haar voor die machine geschreven choreografie (45 minuten).
- Chile Crea, een week in juli (1988). Een film over een juli 1988 gehouden congres van kunstenaars, wetenschappers en intellectuelen - uit de hele wereld - voor de democratie in Chili; en over het politieke klimaat aan de vooravond van het plebisciet (50 minuten).
- Voor, tijdens en na. Chili, 5 oktober (1988). Met Melle van Essen. Een film over de volksstemming Oktober 1988 waarbij de meerderheid van het Chileense volk, ondanks bedreigingen en druk, NEE zei tegen de voortzetting van de dictatuur van Pinochet (50 minuten).
- Niet discussiëren, spugen! (1989) Met Melle van Essen. Een documentaire over het vervormde beeld van Cuba in de Amerikaanse media. Aan de hand van een analyse van vier jaar evening news van CBS, ABC en NBC (50 minuten).
- Chili de overgang - een film over militairen en andere Chilenen (1990). Met Gaston Ancelovici & Melle van Essen. Gedraaid kort voor en een paar maanden na het eind van de dictatuur van Pinochet in Chili. De militairen in de film komen uit twee kampen. Diegenen die in 1973 trouw waren aan Allende - met alle consequenties van dien - en de volgelingen van Pinochet zoals generaal b.d. Alejandro Medina Lois, baas van de para's ten tijde van de coup (73 minuten).
– Vertoond op de festivals van Berlijn, Londen, Toronto en Valladolid.
- De burger in zijn tuin (1992). Een gesprek met György Konrád (35 minuten).
- Landschappen waar niemand van weet (1992). Als producent voor regisseur Melle van Essen. Een film over de schilder Melle, oudoom van de filmmaker (65 minuten).
– Prix Futura, 1993
- Afgelegde weg, een stomme film voor Henry Brant (1994/1995). Portret van de Amerikaanse avant-garde componist Henry Brant, die Diamand had gevraagd een stomme film van twintig minuten voor hem te maken, een filmgedicht zonder plot waar hij muziek bij wilde schrijven om live uit te voeren met filmprojectie. Brant zei dat hij zich interesseerde voor: 'de onafhankelijke associatie van de twee media film en muziek, die elkaar aanvullen zonder elkaar te verdubbelen noch te illustreren'. Het 20 minuten filmgedicht in 35mm met de muziek in Dolby Stereo Digital, ging in première op het Film Festival Rotterdam 1995 (67 minuten).
- Odyssey, She Once was a True Love of Mine (1996/1997). Een ballet van Beppie Blankert met muziek van Louis Andriessen, over de vrouwen van Odysseus. De drie die hij ontmoet op zijn tien jaar durende terugreis naar Ithaka - de tovenares Kirke, de nimf Kalypso en de prinses Nausikaä - en die ene, Penelope, die bijna twintig jaar op hem wacht. Een tot zijn essentie teruggebrachte registratie van twee voorstellingen in Augustus 1996, op de helling van de voormalige NDSM-werf in Amsterdam Noord (42 minuten).
- Keep the Timbila Playing (1999/2001). Een film over Venancio Mbande, meester-musicus uit Mozambique, en zijn instrument de mbila, een Afrikaanse xylofoon. Timbila-muziek - een klassieke muziek met een eeuwenoude traditie - wordt gespeeld in één provincie van Mozambique – Chopiland – en in Den Haag, omdat de Slagwerkgroep Den Haag hem naar Nederland haalde om hen les te geven en samen een cd op te nemen. In 1999 gingen de musici naar Mozambique om nu bij de meester thuis te studeren en samen met hem en de andere timbila-spelers van Chopiland te spelen op de Msaho het jaarlijkse timbila-festival in Quisico, een plaatsje 450 km ten Noorden van de hoofdstad Maputo in the middle of nowhere. De film gaat ook over de enorme armoede van het land. De reden waarom zo veel Mozambikanen in de mijnen van Zuid-Afrika werken, Venancio was een van hen. Hij werkte er vijfenveertig jaar van zijn leven en hield er de timbila-muziek levend tijdens de burgeroorlog in Mozambique. Venancio schreef het prachtige en hartverscheurende lied Mzeno of the landmines, dat de film besluit over de kinderen die sterven door de landmijnen, miljoenen landmijnen die er nog steeds liggen als gevolg van die zelfde burgeroorlog. De film ging in première op het Film Festival Rotterdam 2001 en werd vertoond op festivals en speciale screenings in Zanzibar het Queensland Biennial Festival of Music (Australië), Maputo en Durban (in het kader van de Anti-racism Conferentie van de Verenigde Naties) (35 mm, 81 minuten).
- Als de herinnering komt, een film over Saul Friedländer (2012). Een film over de Joodse historicus Saul Friedländer (1932, Praag) en zijn levenslange zoektocht om de uitroeiing van de Europese Joden te begrijpen en te beschrijven zonder het primaire gevoel van ongeloof en verbijstering erover weg te nemen of te onderdrukken. Friedländer overleefde de Tweede Wereldoorlog in een kloosterschool In Frankrijk, terwijl zijn ouders tevergeefs probeerden naar Zwitserland te ontkomen en werden gedeporteerd en in Auschwitz werden vermoord. De film die werd opgenomen in Los Angeles, Amsterdam, Néris-les-bains, St. Gingolph aan de Frans-Zwitserse grens en in Praag, gaat in op de diepe en persoonlijke drijfveren die aan zijn zoektocht ten grondslag liggen. Een streven dat uiteindelijk leidde tot een nieuwe vorm van geschiedschrijving in zijn hoofdwerk nazi-Duitsland en de Joden 1933-1945 waarin de slachtoffers, de toeschouwers en de daders gelijkelijk een stem en een gezicht krijgen (digitaal, 65 minuten).

- Bibliothèque nationale de France: cb140599890 (data)
- Digitale Bibliotheek voor de Nederlandse Letteren: diam001
- Gemeinsame Normdatei: 127182349
- International Standard Name Identifier: 0000 0001 0238 5918
- Library of Congress Control Number: n83213551
- Nationale Bibliotheek van Israël: 987007411414005171
- Nederlandse Thesaurus van Auteursnamen: 072595531
- RKD-Nederlands Instituut voor Kunstgeschiedenis: 341041
- Système universitaire de documentation: 197354475
- Virtual International Authority File: 152715355
- WorldCat: E39PBJc3KFKXTCB3bxrdFwjKVC